# ما قبل التاريخ في شمال إفريقيا

حددت الأمم المتحدة شمال إفريقيا على أنها تتكون من سبع دول أو أقاليم تقع بين الصحراء الكبرى والبحر الأبيض المتوسط وهي: الجزائر، ومصر، وليبيا، والمغرب، والسودان، وتونس والصحراء الغربية. جغرافيًا، يمكن اعتبارها تشمل أيضًا الأجزاء الصحراوية من موريتانيا ومالي والنيجر وتشاد.

تمتد عصور ما قبل التاريخ في شمال إفريقيا منذ فترة الوجود البشري المبكر في المنطقة حتى الظهور التدريجي للتاريخ في المغرب العربي (بلاد المغرب ) خلال العصور القديمة الكلاسيكية.
يعرف أن الإنسان الحديث تشريحيًا وجد في جبل إيغود، في ما يعرف الآن بالمغرب، منذ نحو 300,000 عام. شارك وادي النيل (مصر القديمة)، بالإضافة إلى الشرق الأدنى القديم، في تطور العالم القديم خلال العصر الحجري الحديث والعصر البرونزي والعصر الحديد. ظلت بلاد المغرب في مرحلة العصر الحجري المتوسط حتى الألفية السادسة إلى الخامسة قبل الميلاد، وأدى الاستعمار الفينيقي المبكر في العصر الحديدي على طول ساحل البحر الأبيض المتوسط إلى انتقال سريع من ثقافة العصر الحجري الحديث إلى العصر الحديدي منذ نحو 1,100 قبل الميلاد.

## مناخ الصحراء الكبرى والهجرة البشرية
تأثر الاستيطان البشري في شمال إفريقيا بشكل كبير بمناخ الصحراء الكبرى (أكبر صحراء دافئة في العالم حاليًا)، والتي شهدت اختلافات هائلة في المناخ بين الرطب والجاف على مدى مئات الآلاف من السنين الماضية. ويرجع ذلك إلى دورة إمالة محورية مدتها 41,000 عام يتغير فيها ميل الأرض بين 22 درجة و24.5 درجة. في الوقت الحاضر (2,000 م)، نحن في فترة جفاف، لكن من المتوقع أن تصبح الصحراء الكبرى خضراء مرة أخرى بعد 15,000 عام (17,000 م).
خلال الدور الجليدي الأخير، كانت الصحراء الكبرى أكبر بكثير مما هي عليه اليوم، وتمتد جنوبًا إلى ما وراء حدودها الحالية. جلبت نهاية العصر الجليدي المزيد من الأمطار إلى الصحراء الكبرى، منذ نحو 8,000 قبل الميلاد حتى 6,000 قبل الميلاد، ربما بسبب مناطق الضغط المنخفض فوق الصفائح الجليدية المنهارة في الشمال. بمجرد زوال الغطاء الجليدي، جفت الصحراء الكبرى الشمالية. تغلبت الرياح الموسمية في جنوب الصحراء الكبرى على اتجاه الجفاف في البداية، التي جلبت الأمطار نحو الشمال أبعد مما هي عليه اليوم. وبحلول عام 4,200 قبل الميلاد تقريبًا، تراجعت الرياح الموسمية جنوبًا إلى ما هي عليه اليوم تقريبًا، ما أدى إلى التصحر التدريجي للصحراء الكبرى.

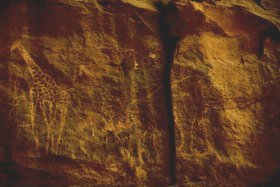
المنحوتات الحيوانية المنتشرة في الصحراء الكبرى تعود إلى المرحلة الرطبة، وجدت في طاسيلي في وسط الصحراء الكبرى

تعد أصبحت الصحراء الكبرى الآن جافة كما كانت منذ نحو 13,000 عام.

## العصر الحجري القديم المبكر والمتوسط
ترك السكان الأوائل في وسط شمال إفريقيا وراءهم بقايا مهمة: عثر مثلًا على بقايا مبكرة من استعمار أسلاف البشر لشمال إفريقيا، في عين الحنش، في سطيف (نحو 200,000 قبل الميلاد)؛ وفي الواقع، وجدت عمليات تنقيب حديثة علامات على تقنية أولدوانية هناك، يعود تاريخها حتى 1.8 مليون قبل الميلاد. حددت بعض الدراسات أن أول مستوطنة للإنسان العاقل في شمال إفريقيا وجدت منذ نحو 160,000 عام. ووفقًا لبعض المصادر، كانت شمال إفريقيا موقعًا لأعلى درجات تطور تقنيات الرقاقات الحجرية للعصر الحجري القديم الأوسط. تسمى أدوات هذا العصر، التي بدأ استخدامها نحو 130,000 قبل الميلاد، بالعاترية (سميت على موقع بئر العاتر، جنوب عنابة) وتتميز بمستوى عالٍ من الإتقان والتنوع الكبير والتخصص.